# 京甬高速动车组列车
京甬高速动车组列车是中华人民共和国中国铁路高速运行于首都北京市北京南站至浙江省宁波市宁波站间的高速动车组列车，现每天开行3对列车，其中G195/182次列车由上海局集团担当，其余列车均由北京局集团担当。

## 历史
2013年7月1日，配合宁杭高铁、杭深铁路开通，新增北京南~宁波东G57/60次、G58/59次列车计2对。
2013年12月28日，配合宁波站改造完毕，上述2对列车调整至宁波站始发终到。
2014年7月1日，新增北京南~宁波G167/168次列车。
2014年12月10日，G167/168次列车延长至温州南站始发终到。
2019年7月10日，G58/59次列车延长至台州站始发终到。
2019年12月30日，新增北京南~宁波G419/420次列车。
2020年7月1日，新增北京南~宁波G273/274次列车。
2021年1月20日，北京南~宁波G419/420次延长至宁海站始发终到。
2021年6月25日，京沪高铁运行图重排，经过重新编排后安排北京南~宁波G35/36、G173/196、G195/182次计3对高速动车组列车。

## 使用列车
G35/36次和G173/196次列车使用配属北京局集团北京南动车所的CR400AF-B；G195/182次列车使用配属上海局集团上海虹桥动车所的CR400BF-BS。

## 其他行驶北京与宁波间的过路车次
除以上车次外，来往北京与台州、温州、福州等地之间的高速列车亦运行于北京与宁波之间。每天运行于北京与宁波间的高速列车约为7对。
- 京缑高速动车组列车：G185/180次（1对）
- G187/174次列车（台州）：G187/174次列车（1对）
- 京温高速动车组列车：G183/184次（1对）
- 京岚高速动车组列车：G197/198次（1对）